# Григорій IV Константинопольський
Григорій IV (грец. Γρηγόριος Δ΄) — Вселенський Константинопольський Патріарх протягом двох місяців у 1623 році.

## Життєпис
До обрання патріархом Константинопольським Григорій IV був митрополитом Амасії. На момент обрання він був старий і сліпий на одне око, тому йому дали прозвище Стравоамасей (грец. Στραβοαμασείας), тобто сліпий Амасії. 
Його коротке правління слід розглядати в контексті зіткнення між прокальвіністським патріархом Кирилом Лукарісом, якого підтримували протестантські голландські та англійські посли в столиці Османської імперії, та його противниками, яких підтримували католицькі французькі, австрійські та венеційські посли. Останнім вдалося переконати великого візира скинути Кирила Лукаріса 12 квітня 1623 року та призначити на його місце Григорія IV, голову прозахідної фракції.
Григорій IV виявився некомпетентним і не міг сплатити мито за призначення (пештеш) через османського султана. Далі митрополити та єпископи були ним незадоволені, оскільки він не був канонічно обраний Священним синодом. Таким чином 18 червня 1623 року Священний синод скинув Григорія IV і формально обрав на його місце Антима II.
Після скинення Григорій IV був засланий на острів Родос. Дата його смерті невідома.